# Octopus (schip, 2003)
De Octopus is een megajacht, in opdracht gebouwd voor de Amerikaans zakenman Paul Allen, die vooral bekend werd als medeoprichter van Microsoft. Het schip is ontworpen door Espen Øino en werd gebouwd door het Duitse werf Lürssen op de Howaldtswerke-Deutsche Werft in Kiel. De Octopus is naast pleziervaart ingezet voor verkenningsprojecten, wetenschappelijke onderzoeksinitiatieven en reddingsmissies.
De Octopus heeft lengte van 126,20 meter – waarmee het schip tot de grootste particuliere motorjachten ter wereld behoort – en werd in 2003 in de vaart genomen. De bouwkosten zijn geschat op ongeveer 200 miljoen dollar.
Na de dood van Allen in 2018 voerde het werf Blohm + Voss een maandenlange renovatie uit en werd de Octopus in september 2019 te koop aangeboden met een vraagprijs van 325 miljoen dollar, die later werd verlaagd naar 278 miljoen dollar. Het jacht werd in 2021 verkocht aan een toen onbekende Scandinavische eigenaar. Later bleek het te gaan om de Zweedse miljardair Roger Samuelsson.

## Specificaties
De Octopus heeft een stalen romp die aan ijsklasse 1a voldoet en een aluminium superstructuur. Het schip wordt voortgestuwd door acht Mercedes-dieselmotoren die samen een vermogen hebben van ruim 14.300 kW.
Het schip heeft twee helikopterplatforms, een op de achtersteven en een op de boeg. De Octopus beschikt tevens over een intern dok, dat vanaf de achtersteven naar voren loopt door het jacht, waardoor een onderzeeër van twintig meter en een tender van vergelijkbare grootte in hun opslagposities kunnen drijven. Eenmaal vastgezet, wordt het water weggepompt, waardoor ze op blokken rusten. In totaal is er opslag voor zeven tenders, twee helikopters, een onderzeeër, een remotely operated vehicle (ROV) en een grote SUV. De ROV werd uitgeleend aan het project 'Explore the Ocean'-project van Google Earth. Ook werd het gebruikt bij het maken van een documentaire van het wetenschapskanaal van Discovery Channel.
De Octopus heeft dertien suites voor maximaal 26 gasten, acht teakhouten dekken inclusief een dek voor de eigenaar dat enkel toegankelijk is via een privélift, een bioscoop, fitnessruimte, spa, observatielounge en basketbalveld. Tevens beschikt het jacht over een duikcentrum met drukcabine. Maximaal 57 bemanningsleden verdeeld over 28 cabines bemannen het schip.
Sinds Samuelsson eigenaar is geworden kan de Octopus worden gecharterd. Een charter van het schip voor een reis van zeven nachten op Antarctica kost ruim twee miljoen euro.

## Historie
Sinds 2011 is de Octopus onderdeel van AMVER, een wereldwijd vrijwillig rapporteringssysteem dat wordt gebruikt bij search and rescue-operaties om schepen in de omgeving die mogelijkerwijs een hulp kunnen zijn bij de reddingsoperatie snel te kunnen vinden. Allen zette de Octopus ook in voor verschillende verkenningsprojecten en onderzoeksoperaties.
Zo leende Allen het schip in 2012 uit aan de Royal Navy in hun poging de scheepsbel van de slagkruiser HMS Hood te bergen, die in 1941 tijdens de Slag in Straat Denemarken in 1941 tot een diepte van 9.000 voet (2.700 m) was gezonken. Door technische problemen en slecht weer lukte het niet de bel boven water te halen. Bij een nieuwe poging in 2015 werd bekend dat de scheepsbel van HMS Hood was geborgen door de ROV die vanuit Octopus opereerde. Na restauratie werd de scheepsbel in 2016 tentoongesteld in het National Museum of the Royal Navy in Portsmouth.
In 2015 vond een door Allen geleid onderzoeksteam het Japanse slagschip Musashi in de Sibuyanzee, voor de kust van de Filipijnen.

## Galerij

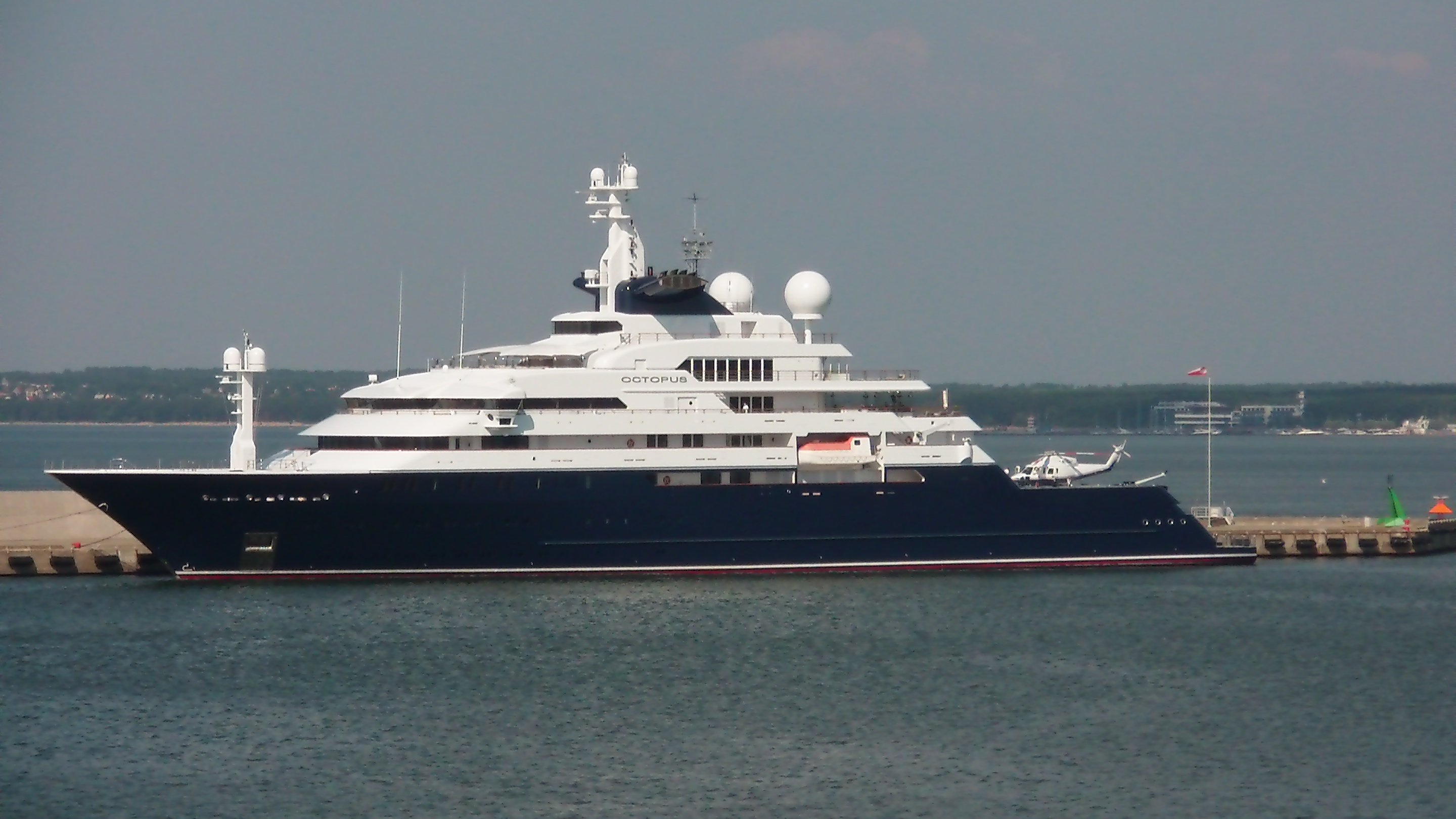
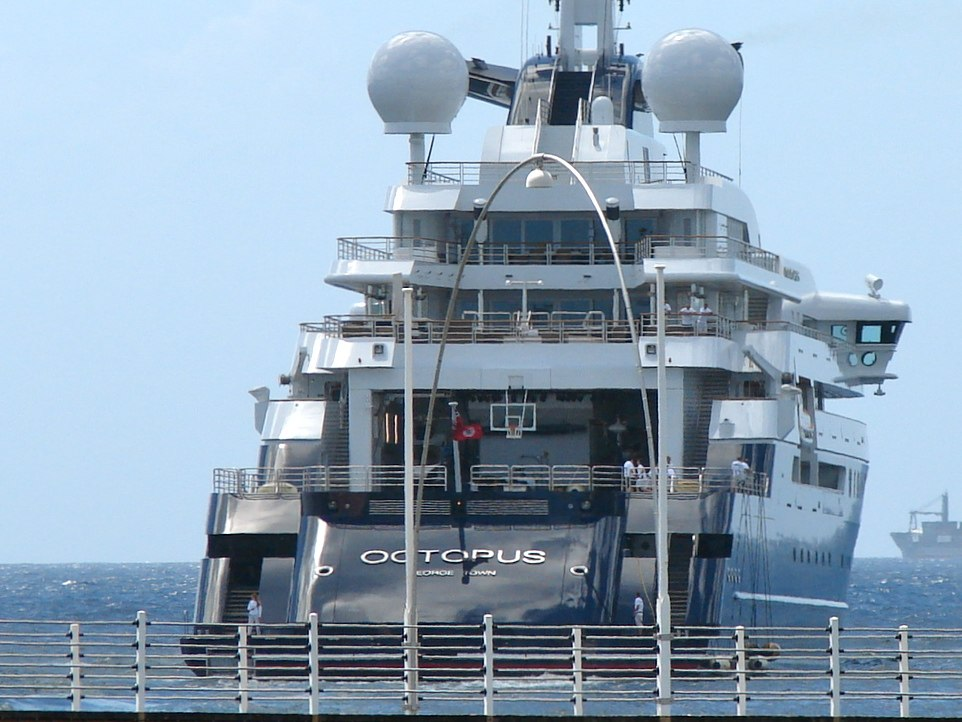
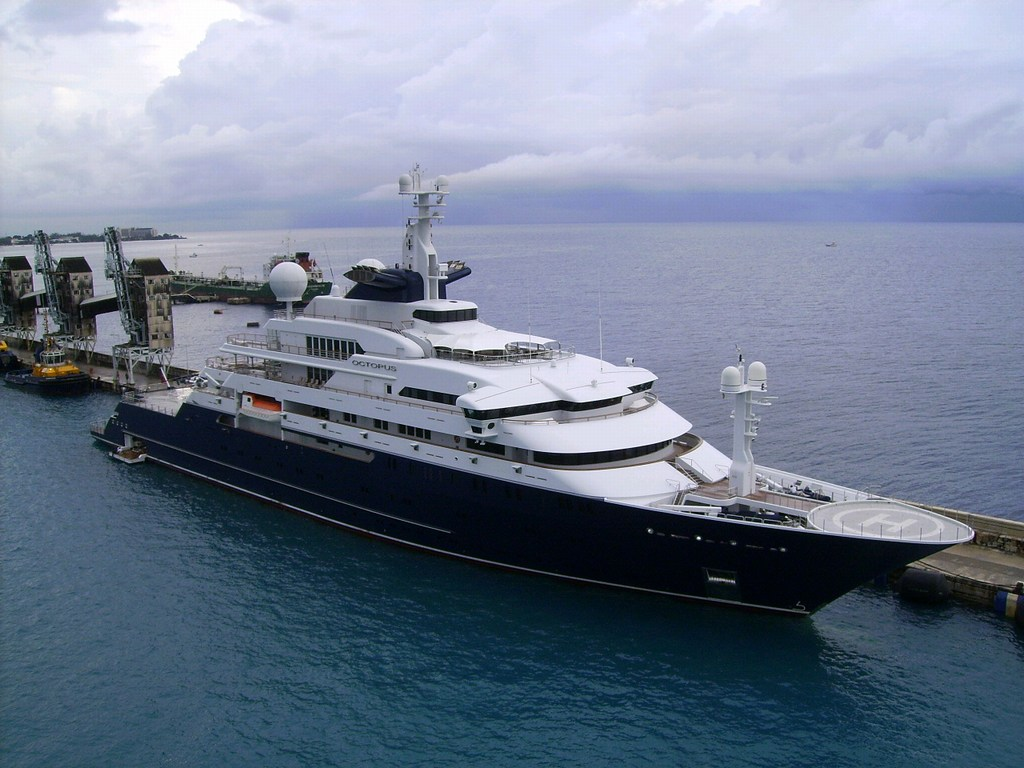
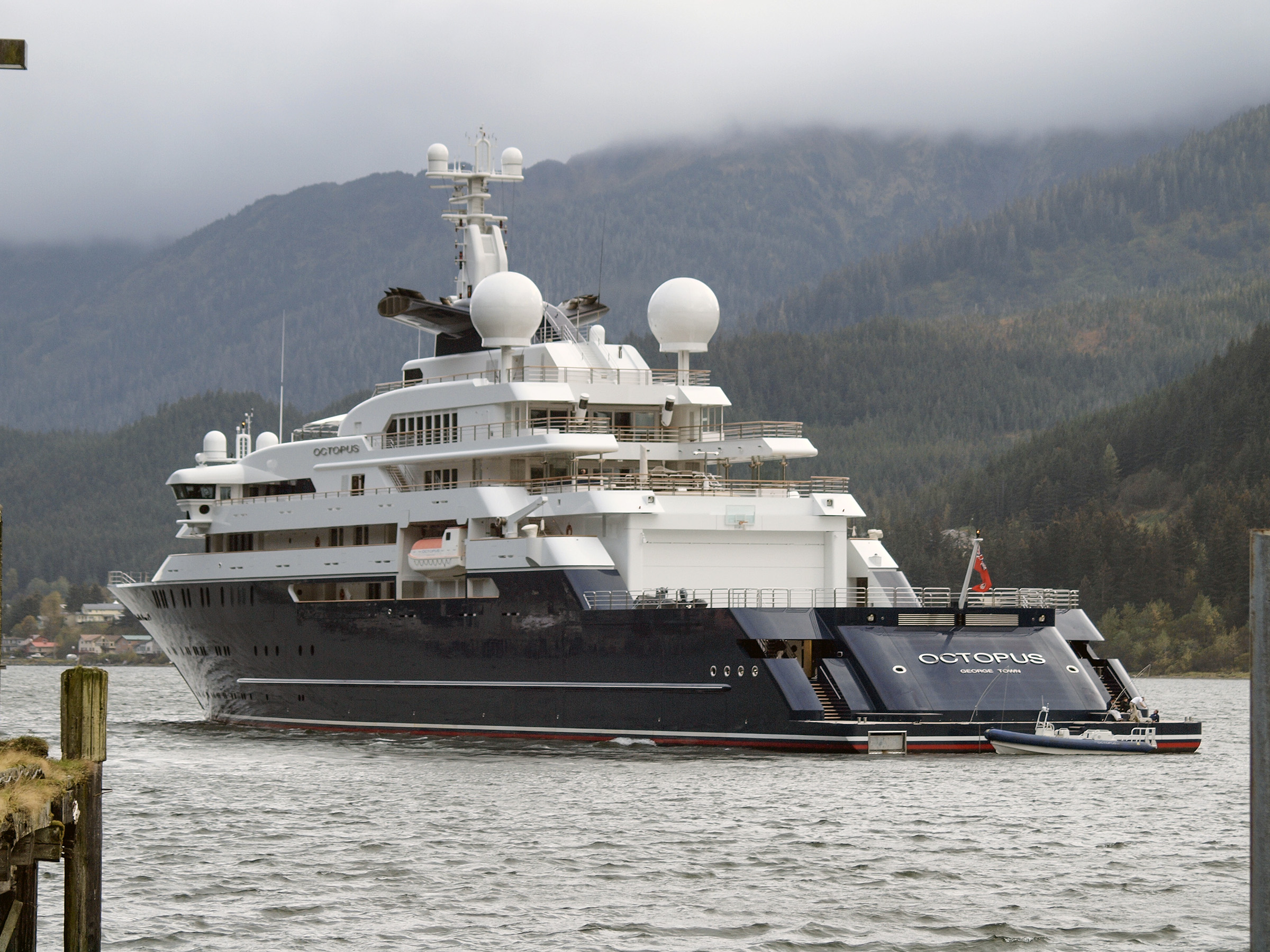
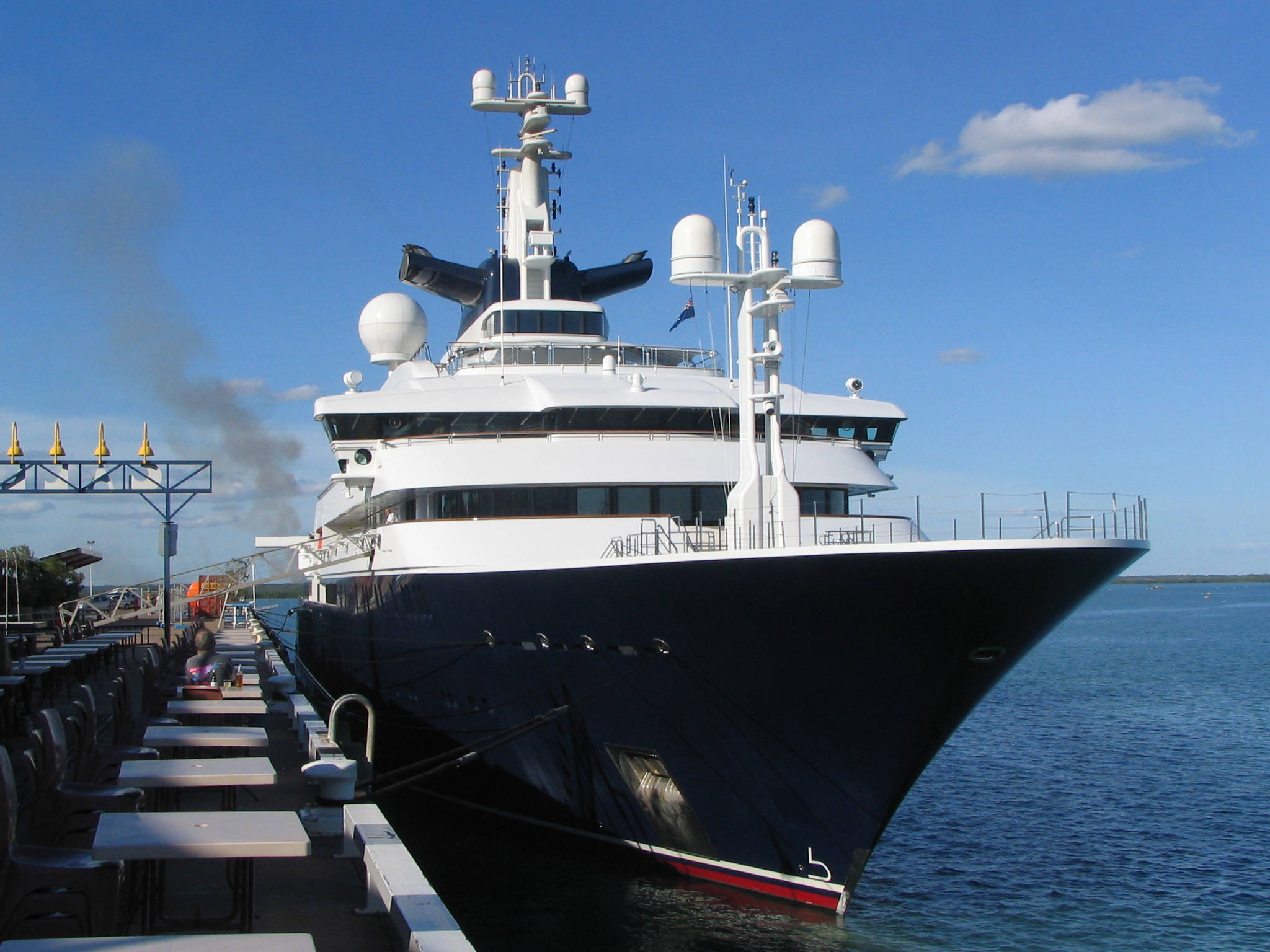